# Coelotes globasus
Coelotes globasus là một loài nhện trong họ Amaurobiidae.
Loài này thuộc chi Coelotes. Coelotes globasus được Jia-Fu Wang, Peng & Joo-Pil Kim miêu tả năm 1996.